# Квинт Лутаций Катул (консул 78 пр.н.е.)
Вижте пояснителната страница за други личности с името Квинт Лутаций Катул.
Квинт Лутаций Катул  (на латински: Quintus Lutatius Catulus) е римски политик от на късната Република.

## Биография
Катул е син на Квинт Лутаций Катул (консул 102 пр.н.е.).
Както баща си и той през 87 пр.н.е. e против Гай Марий и Луций Корнелий Цина и бяга от Рим, вероятно в Гърция при Сула. През 81 пр.н.е. е претор. През 78 пр.н.е. става консул и се бори с колегата си Марк Емилий Лепид. Катул и Помпей организират за диктатор Сула първото държавно погребение в късната Римска република. През 77 пр.н.е е проконсул и побеждава Лепид, когато настъпва срещу Рим. През 65 пр.н.е е цензор, скарва се с Марк Лициний Крас, затова Census не се завършва.
Катул има задача да възстанови изгорелия храм на Юпитер на Капитолий, който през 69 пр.н.е той освещава. Освен това Катул построява на върха на Капитола към Форум Романум Държавната архива (tabularium).
От 73 пр.н.е. е понтифекс. Умира между 62 и 60 пр.н.е.
1. ↑  Q. Lutatius (8) Q. f. Q. n. Catulus //   Посетен на 10 юни 2021 г.
2. ↑  1731 //   Посетен на 10 юни 2021 г.
3. ↑  Q. Lutatius (8) Q. f. Q. n. Catulus //   Посетен на 10 юни 2021 г.
4. ↑  4049 //   Посетен на 10 юни 2021 г.